# Aidia longiflora
Aidia longiflora är en måreväxtart som beskrevs av Colin Ernest Ridsdale. Aidia longiflora ingår i släktet Aidia och familjen måreväxter. Inga underarter finns listade i Catalogue of Life.